# Très Belles Heures de Notre-Dame

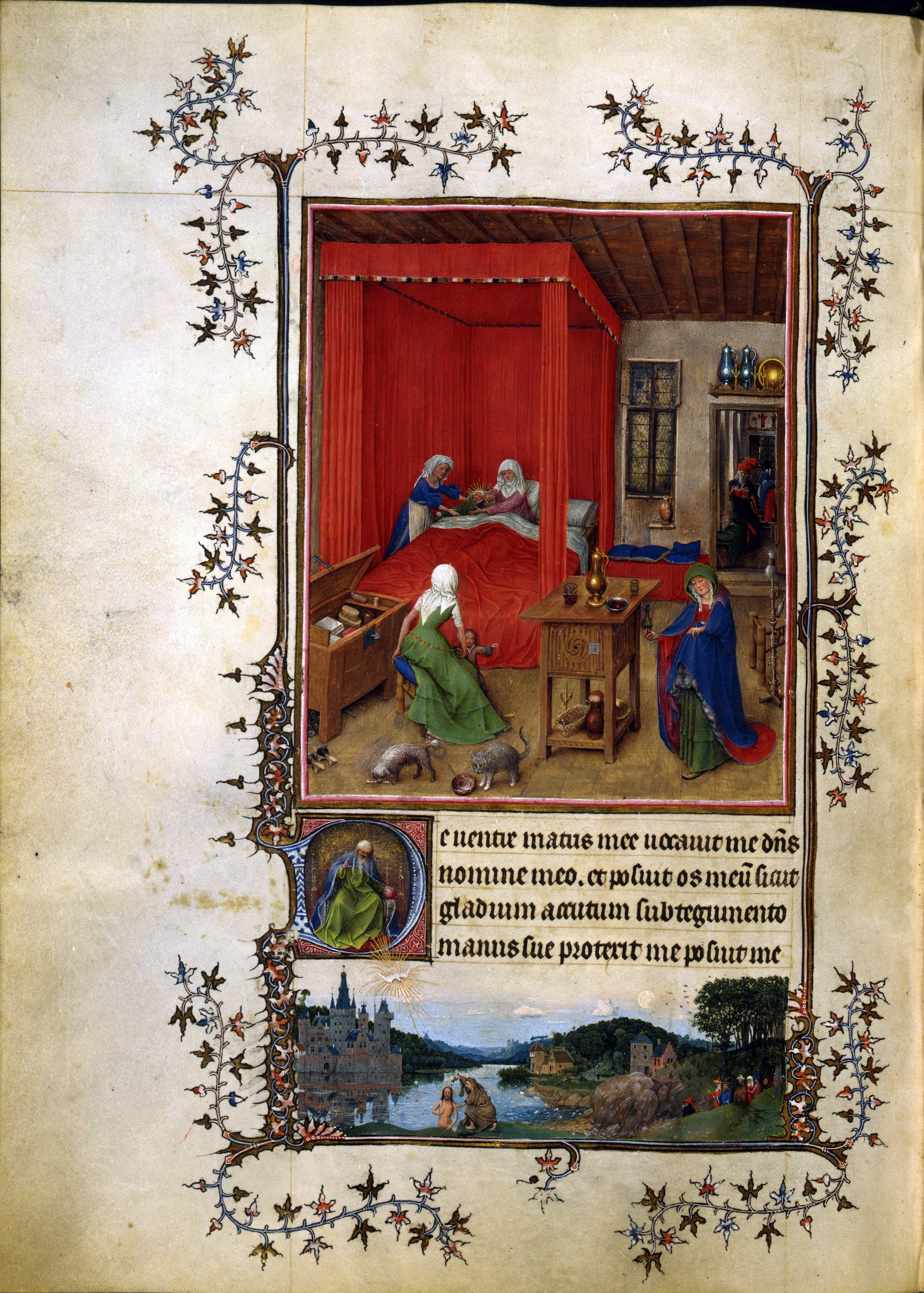
Meister G des Turin-Mailänder Gebetbuches, evtl. identisch mit Jan van Eyck, Geburt Johannes’ des Täufers (Flandern, 1422–1424)

Die Très Belles Heures de Notre-Dame und ihre umfangreichen, als Turin-Mailänder Stundenbuch bezeichneten späteren Fortsetzungen gehörten zu einem auf Pergament geschriebenen und illuminierten Stundenbuch, dessen Teile ab etwa 1380/1390 bis zur Mitte des 15. Jahrhunderts in Paris oder Bourges und in Flandern entstanden. Es gilt als ein Hauptwerk der gotischen Buchmalerei und markiert darüber hinaus wegen einiger Jan van Eyck zugeschriebener Miniaturen den Beginn der neuzeitlichen Malerei nördlich der Alpen.
Der Name dieser Handschrift ist leicht zu verwechseln mit dem der für den gleichen Auftraggeber angefertigten „Très Belles Heures des Duc de Berry“ (auch „Brussels Hours“), die in Brüssel aufbewahrt werden.

## Entstehung und Besitzgeschichte
Das Stundenbuch hat eine komplizierte Entstehungsgeschichte und durch das Auseinanderreißen in mehrere Teile ein vielfältiges Schicksal erfahren.
Die Pergamenthandschrift wurde um 1385 im Auftrag des Herzogs von Berry begonnen. Für das Seitenschema und die Gesamtanlage wurde André Beauneveu oder die Werkstatt des Jacquemart de Hesdin, in der auch andere Spitzenwerke der mittelalterlichen Buchmalerei geschaffen wurden, darunter die Très Riches Heures, vorgeschlagen. Heute sieht man eher den Meister des Paraments von Narbonne als leitende Hand. Die Handschrift kam unvollendet in die Hände des Auftraggebers, der den weitgehend fertiggestellten Teil behielt, welcher in den Inventaren des Herzogs bereits als Très Belles Heures de Notre-Dame bezeichnet wird. Den Rest gab er um 1412 an seinen Schatzmeister Robinet d’Estampes weiter. Die fertigen Seiten gelangten später in die Pariser Sammlung Rothschild, deren Eigentümer das Buch 1956 der Französischen Nationalbibliothek schenkten, 
Der unvollständig gebliebene Rest kam von Robinet d’Estampes um 1420 in den Besitz des Herzogs Wilhelm VI. von Holland oder eines seiner Verwandten. Dieser Teil wurde in verschiedenen Phasen von mehreren flämischen Künstlern des 15. Jahrhunderts mit Miniaturen ausgestattet. Unter ihnen war mit hoher Wahrscheinlichkeit Jan van Eyck. Auch dieser Komplex wurde noch einmal geteilt: Ein Band fand seinen Weg über das Haus Savoyen (dort seit 1479 nachweisbar) 1720 in die Königliche Bibliothek zu Turin, wo aus ihm irgendwann vier Blätter, die sich heute im Louvre befinden, gestohlen wurden, das Buch selbst aber im Jahr 1904 verbrannte. Ein anderer Handschriftteil kam 1935 aus dem Besitz des Mailänder Fürsten Gian Giacomo Trivulzio ebenfalls nach Turin, wurde aber vom Museo Civico erworben.

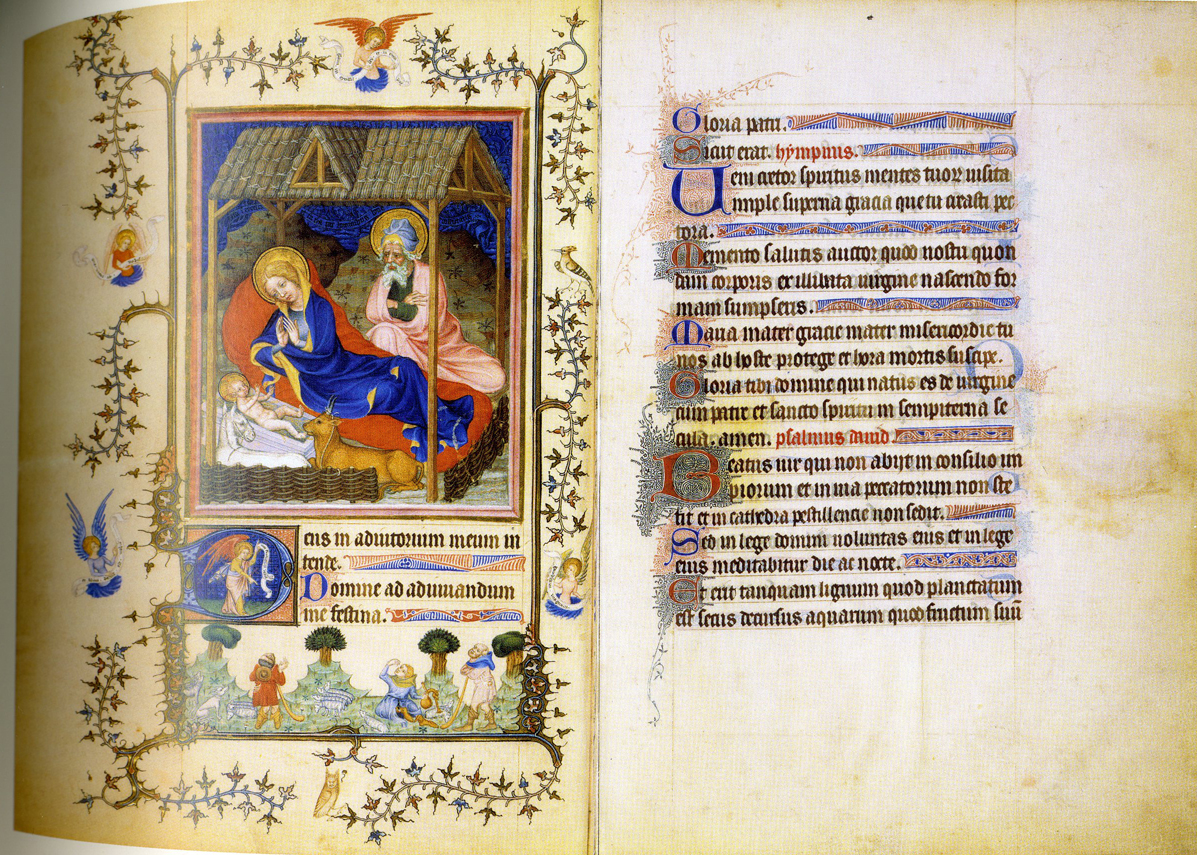
Geburt Christi, Doppelseite aus den Très Belles Heures, Meister des Paraments von Narbonne,
Paris, BnF NAL3093, f. 41v, 43r

## Die Miniaturen des ersten Teils der „Très Belles Heures“
Der in Paris aufbewahrte erste Teil des Stundenbuchs enthält heute auf 126 Blatt im Format 28,4 × 20,3 cm 25 große Miniaturen. Man hat darin das Werk von vier unterschiedlichen Malern unterschieden. Unter ihnen ist auch der Miniaturist, der mit dem Notnamen „Meister des Paraments von Narbonne“ (nach den Grisaillemalereien auf einem im Louvre verwahrten Altarbehang) bezeichnet wird. Dieser mit der sienesischen Malerei des 14. Jahrhunderts vertraute Meister wird neuerdings auch mit Jean d’Orleans identifiziert, der 1361 bis 1407 nachweisbar ist. 
Die Anordnung der Bildseiten mit einer großen szenischen Darstellung, einer figürlich geschmückten Initiale und einer schmalen Bildleiste am Fuß der Seite (bas-de-page), alles gerahmt von einer Rankenbordüre, bleibt verbindlich auch für die später entstandenen und separierten Teile des Ganzen.
Um 1404 bis 1409 arbeiteten andere Künstler an dem Buch, die nur mit Notnamen benannt und unterschieden werden können. Gegen 1413 entstanden die letzten Miniaturen dieses Buchteils wohl von der Hand der berühmten Brüder von Limburg.

Miniaturen aus den Très Belles Heures de Notre-Dame, Paris, Bourges (?), um 1380–1410
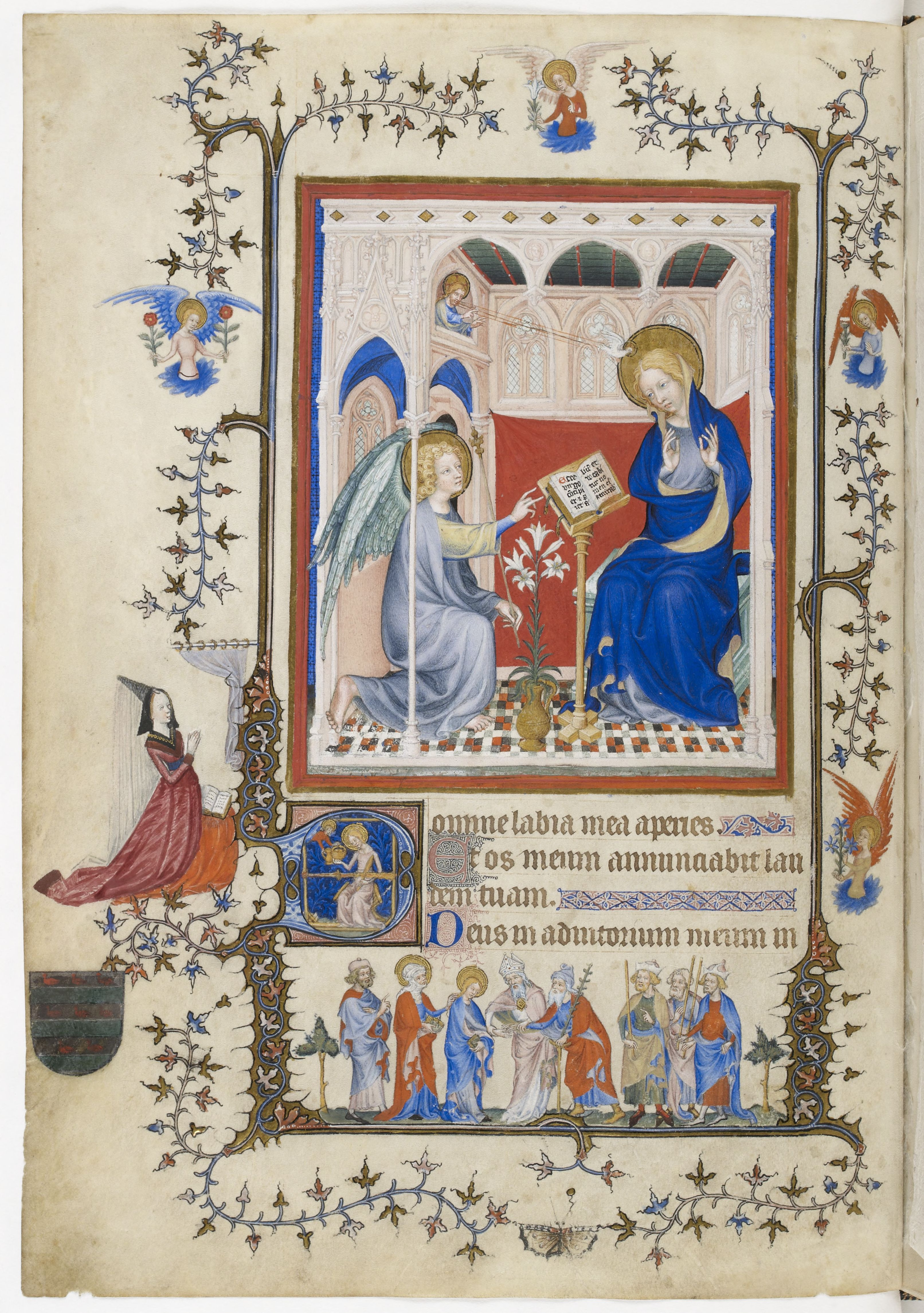
Verkündigung Meister des Paraments von Narbonne, Paris, BnF NAL3093, f. 1v
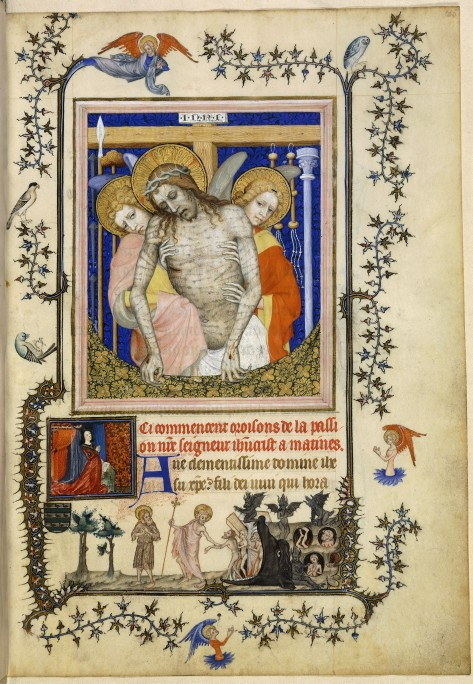
Engel halten den vom Kreuz abgenommenen Christus Meister des Paraments von Narbonne, Paris, BnF, NAL3093, f. 155r
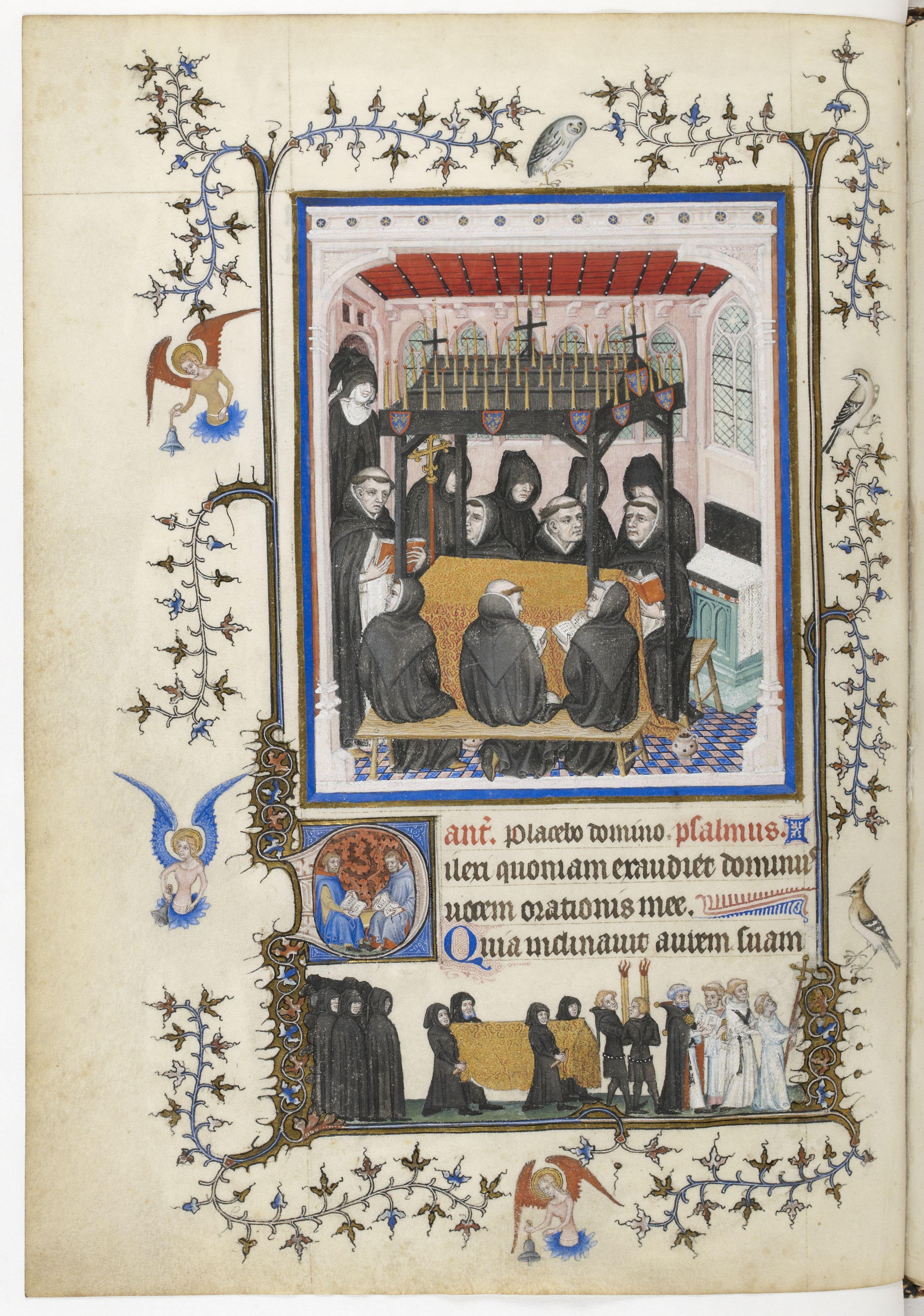
Totengebete, Meister des Paraments von Narbonne, Paris, BnF, NAL3093, f. 103v

## Die Miniaturen im „Turin-Mailänder Gebetbuch“

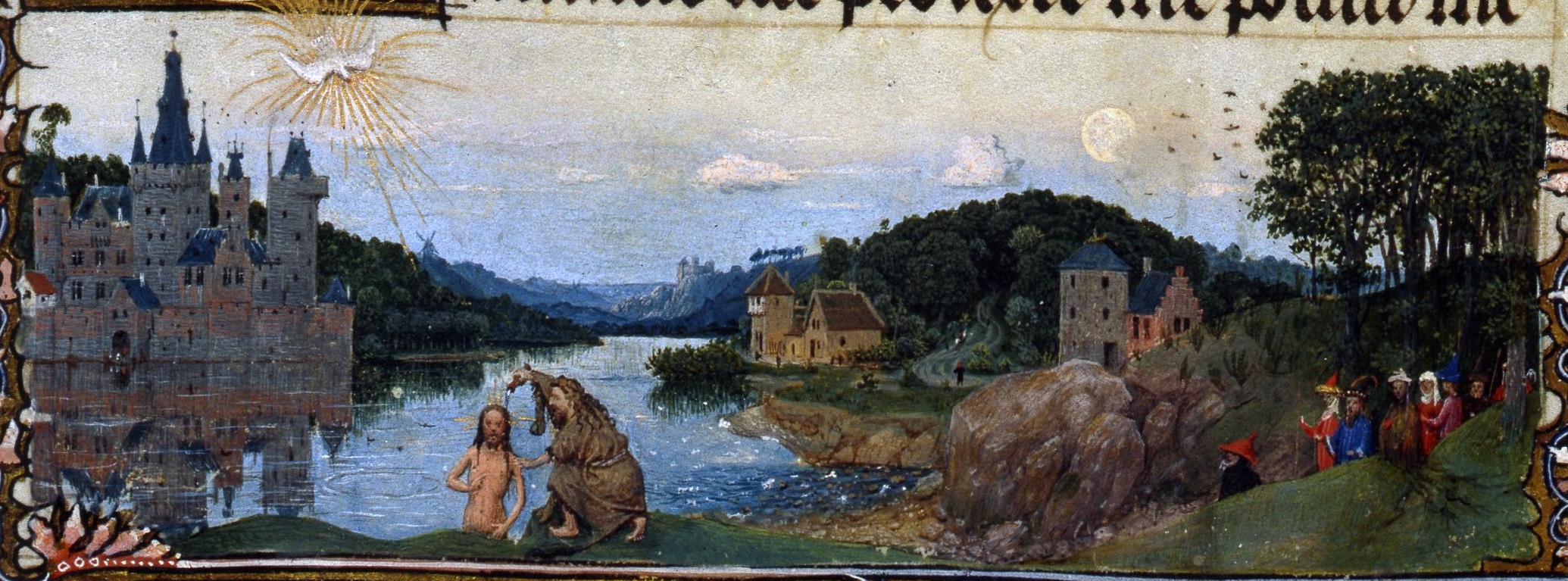
Jan van Eyck: Die Taufe Jesu. Aus dem Turin-Mailänder Gebetbuch, bas-de-page auf f. 93v

Das ehemals Mailänder, heute in Turin aufbewahrte Fragment, im Wesentlichen ein Missale, umfasst 126 Blatt mit 28 Miniaturseiten. Der 1904 verbrannte Buchteil mit Heiligengebeten war ähnlich umfangreich. Nach 1420 hatten an der weiteren Ausstattung bis um die Mitte des Jahrhunderts mindestens elf verschiedene Künstler gearbeitet, eine Aufteilung („Händescheidung“), die von Georges Hulin de Loo stammt, der den anonymen Malern die Buchstaben des Alphabets zugewiesen hatte.
Von besonderer wissenschaftsgeschichtlicher und künstlerischer Bedeutung sind die sieben Seiten, deren Bilder einer „Hand G“ zugeordnet werden. Sie gehören zu den entwicklungsgeschichtlich bedeutendsten und erstaunlichsten Werken der ganzen europäischen Malereigeschichte. Die Darstellungen atmosphärisch belebter Landschaften, realistisch gesehener Innenräume mit ihren alltäglichen Details, genau beobachteter Tageszeiten und bildwirksam eingesetzter perspektivischer Mittel weisen vorauf auf die weitere Entwicklung der Bildkünste im 16. und 17. Jahrhundert. Die Wahrscheinlichkeit, dass Jan van Eyck hier tätig war, wird heute kaum noch in Frage gestellt, wahrscheinlich, aber nicht ganz so sicher, ist die Annahme einer Entstehung um 1420 bis 1424. Die früher vertretene Identifizierung der „Hand H“ mit der in den Quellen kaum greifbaren Person des Hubert van Eyck wird heute überwiegend bezweifelt. 
Weniger bedeutende Maler setzten die Arbeit bis um die Mitte des Jahrhunderts fort, so vielleicht Barthélemy d’Eyck.

Miniaturen aus dem Turin-Mailänder Gebetbuch
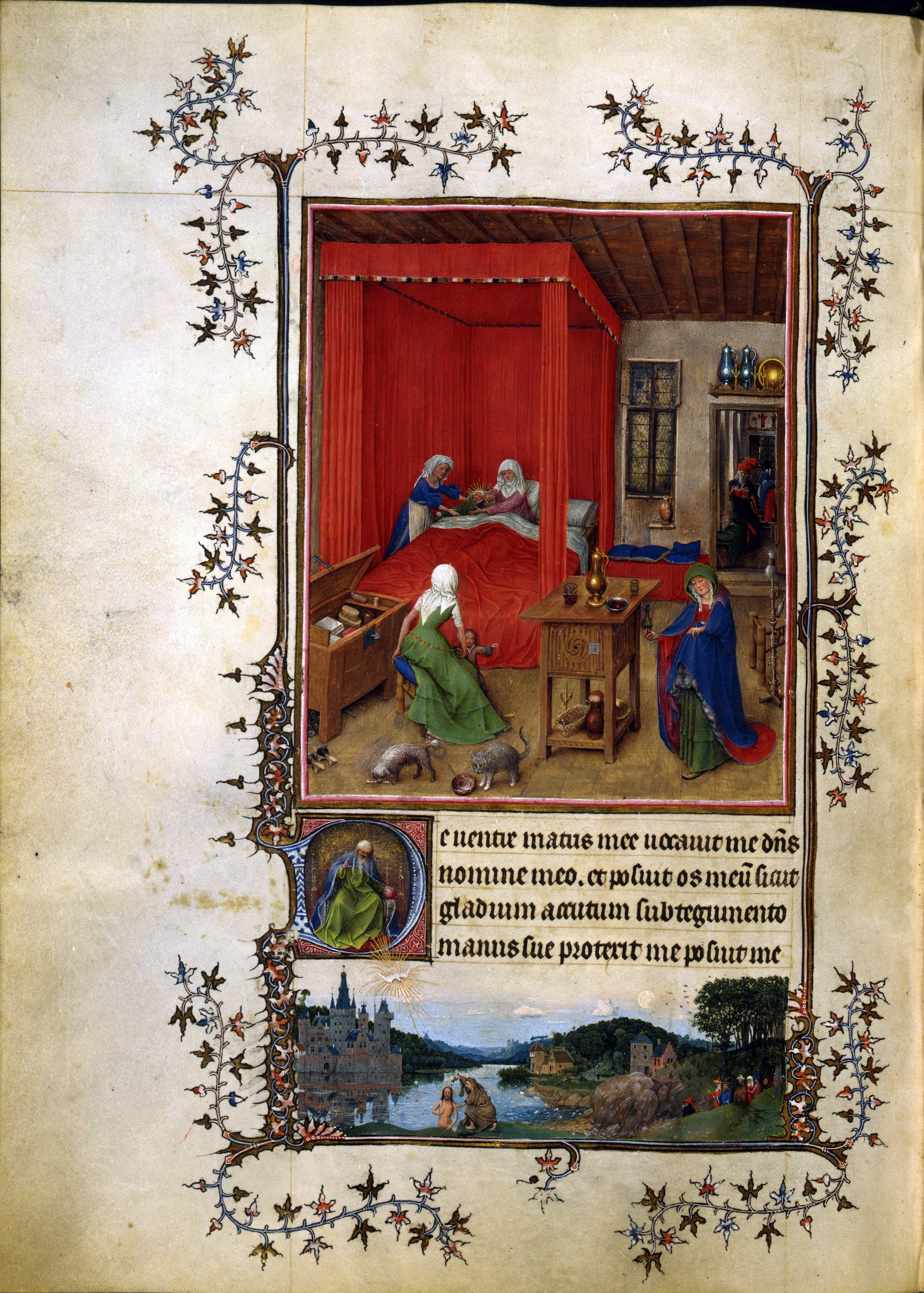
Jan van Eyck: Geburt Johannes des Täufers. Turin, Nationalbibliothek, f. 93.
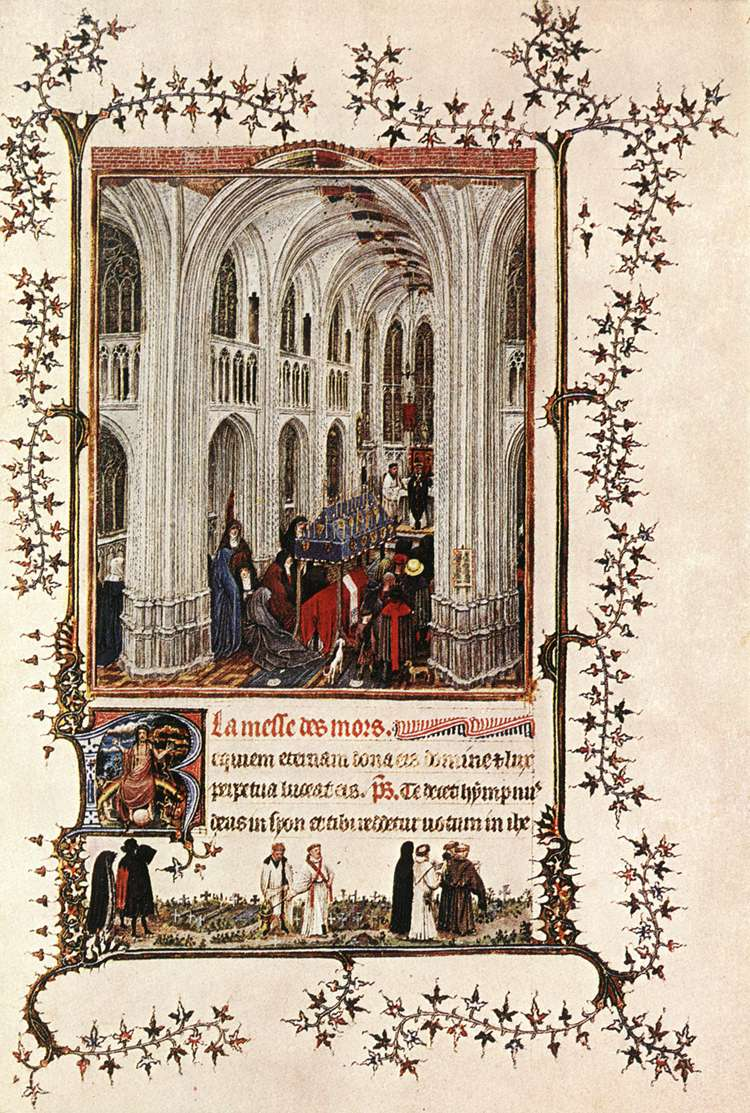
Jan van Eyck: Totenmesse. Turin, Nationalbibliothek, f. 116
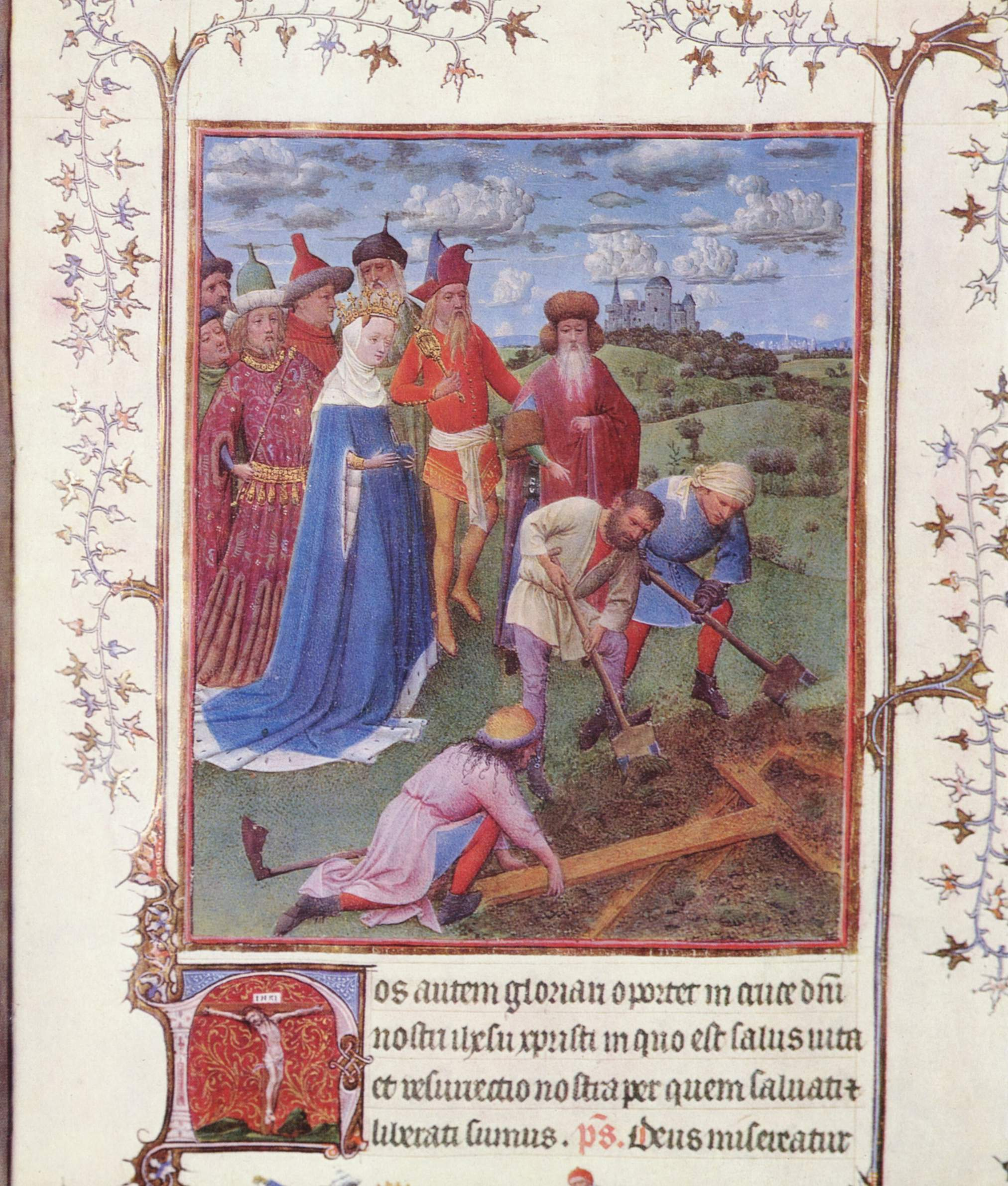
Jan van Eyck: Kreuzauffindung. Turin, Nationalbibliothek, f. 118
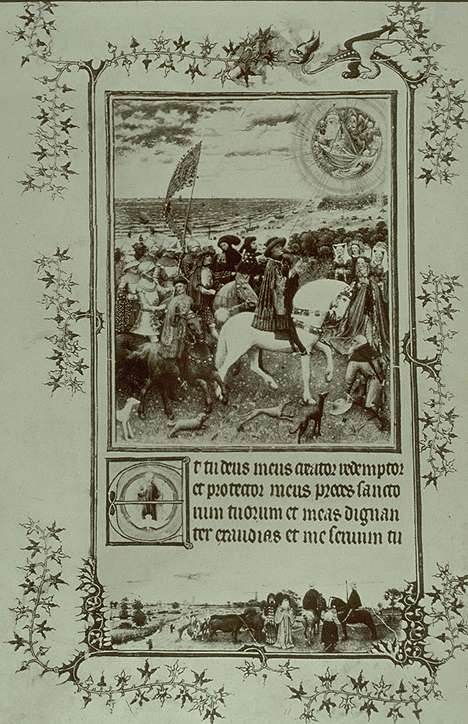
Jan van Eyck: Wilhelm VI. (?) betet am Strand. Mailänder Stundenbuch, vor 1417. Ehemals Turin, (verbrannt), f. 59v
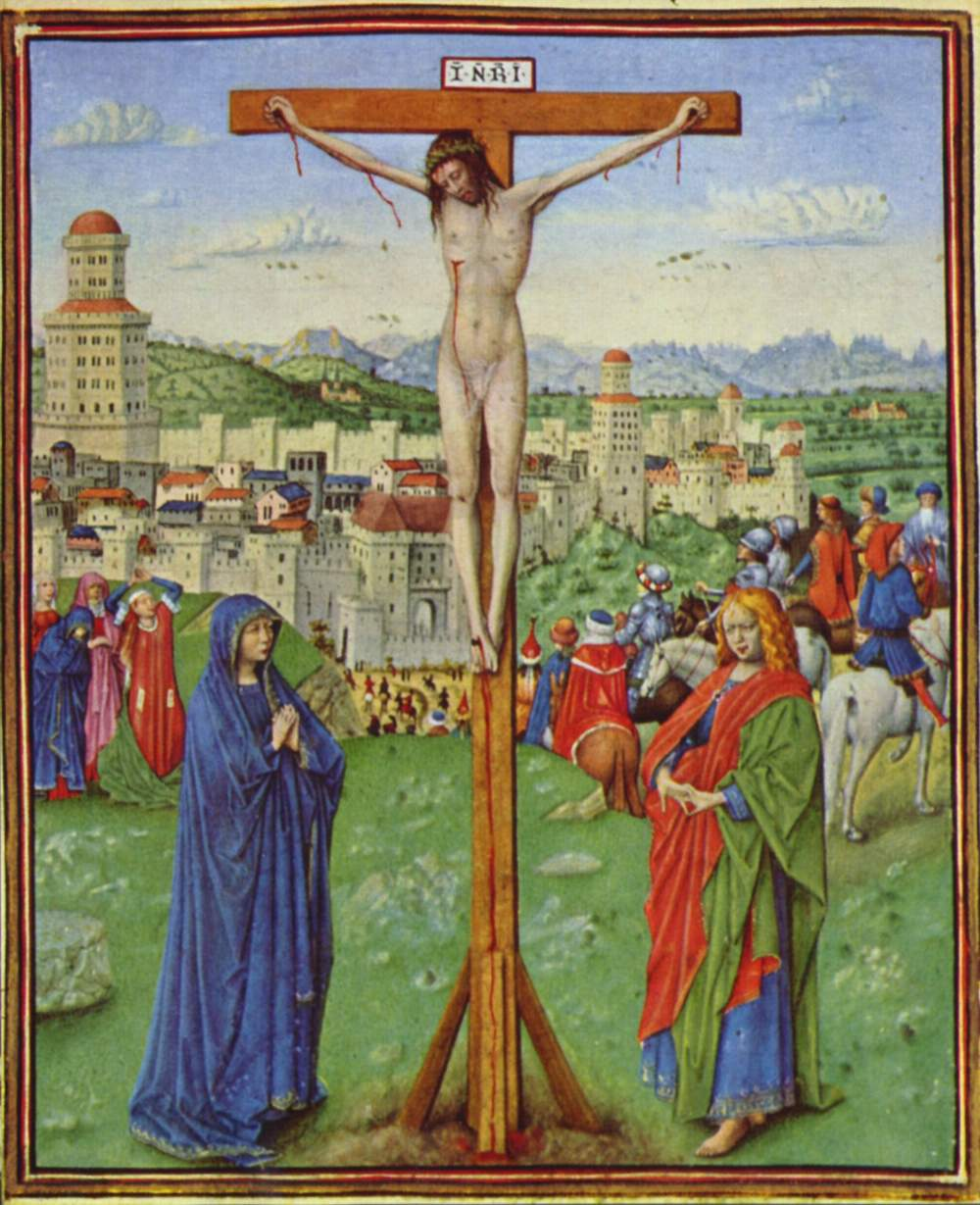
Kreuzigung. „Hand H“, 1. Hälfte des 15. Jahrhunderts. Turin, Nationalbibliothek, f. 48v.
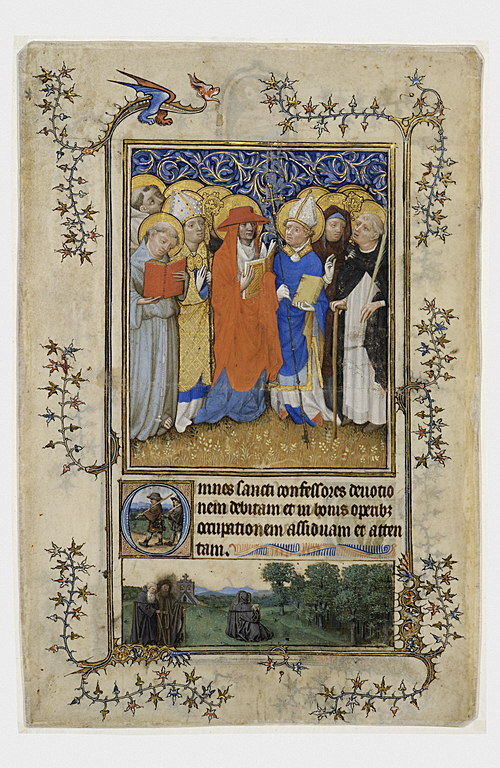
Hl. Bekenner, Paris, Louvre, Einzelblatt aus dem Mailänder Stundenbuch.

## Faksimile-Ausgaben
- E. König (Hrsg.): Très Belles Heures de Notre-Dame. Faksimile-Ausgabe der Handschrift in der BnF, 2 Bände. Luzern 1992.
- J. H. Marrow u. a. (Hrsg.): Das Turin-Mailänder Stundenbuch. Faksimile-Ausgabe der Handschrift Ms. 47 des Museo Civico Turin. 2 Bände. Luzern 1994–1996.